# هجمات مراكز الشرطة الكولومبية 2018

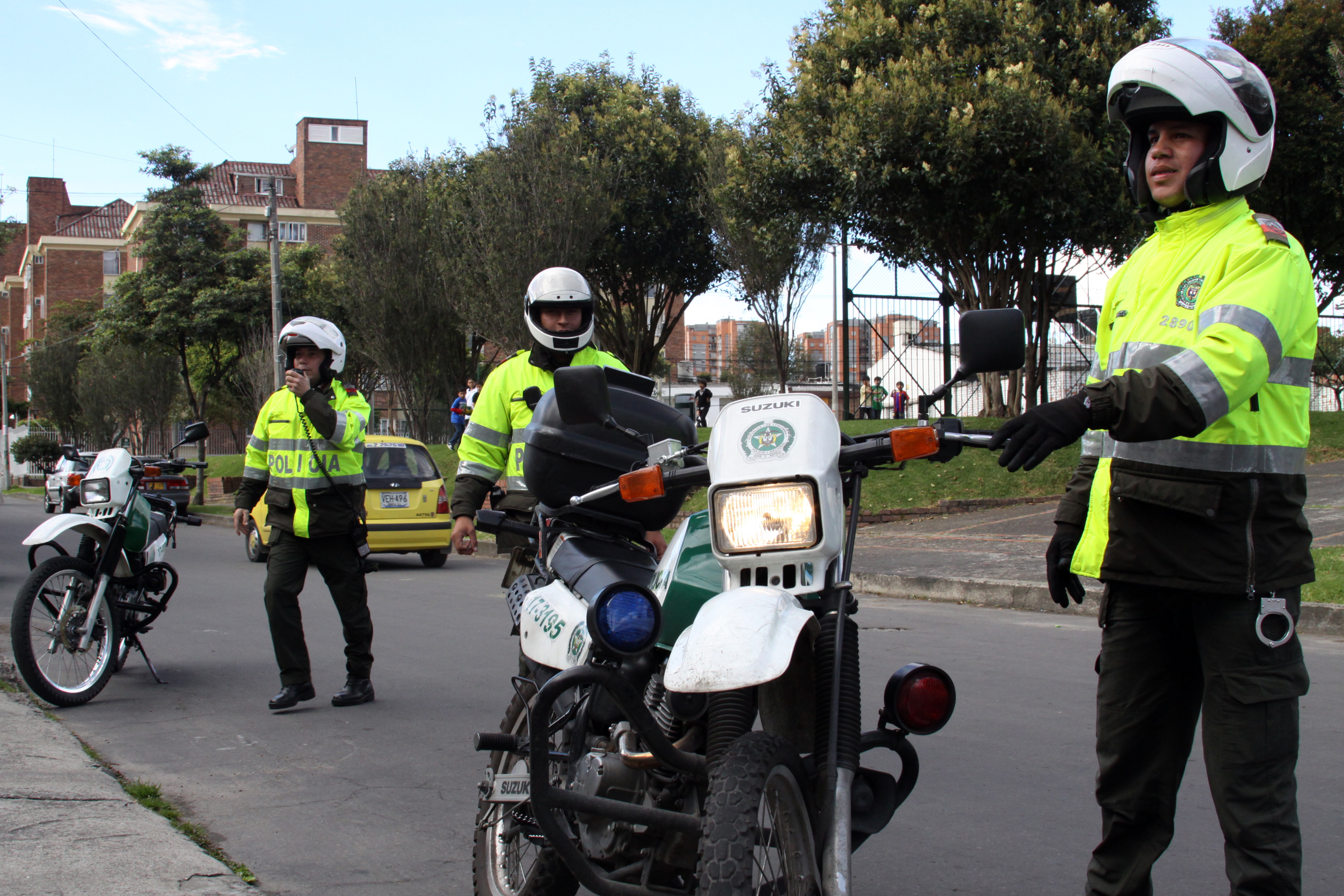
رجال شرطة مدينة بوغوتا يخدمون المواطنين في أرباعهم

هجمات مراكز الشرطة الكولومبية 2018 في 27 يناير 2018 ألقيت قنبلتان يدويتان على مركزين للشرطة في بارانكيا وسوليداد. قُتل حوالي خمسة ضباط (السادس لاحقًا) وجُرح 48 شخصًا من بينهم بعض المدنيين. في 28 يناير توفي اثنان من رجال الشرطة بعد هجوم على مركز للشرطة في سانتا روزا ديل سور، ليرتفع عدد القتلى إلى سبعة. وكان جميع القتلى من الضباط العاملين في الشرطة الوطنية الكولومبية.
كان جيش التحرير الوطني مسؤولاً عن الهجمات على مراكز الشرطة. وكانت الهجمات من أكثر الهجمات دموية على قوات الأمن في السنوات القليلة الماضية في كولومبيا. علق الرئيس الكولومبي خوان مانويل سانتوس محادثات السلام مع المجموعة بعد ذلك.

## الضحايا
كان ضحايا الهجوم الثالث مانويل جالفيس كونتريراس وفيرني ألكسندر بوسادا.